# Fasciculancylistes
Fasciculancylistes es un género de escarabajos longicornios de la tribu Acanthocinini que contiene una sola especie, Fasciculancylistes fasciculatus. La especie fue descrita por Breuning en 1965.
Se distribuye por Madagascar. Mide aproximadamente 5 milímetros de longitud.